# Biruaca (municipalité)
Pour les articles homonymes, voir Biruaca.
Biruaca est l'une des sept municipalités de l'État d'Apure au Venezuela. Son chef-lieu est Biruaca. En 2011, la population s'élève à 54 323 habitants.

## Géographie

### Subdivisions
La municipalité est constituée d'une seule paroisse civile, Urbana Biruaca, donc la capitale est Biruaca, chef-lieu de la municipalité.